# Caffrocrambus fuscus
Caffrocrambus fuscus là một loài bướm đêm trong họ Crambidae.